# Abram Iossifowitsch Chassin
Abram Iossifowitsch Chassin (russisch Абрам Иосифович Хасин; * 15. Februar 1923 in Saporischschja, Ukrainische SSR; † 6. Februar 2022 in Essen) war ein russischer Schachspieler.

## Leben

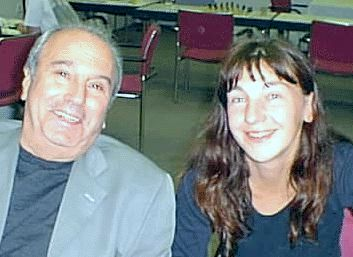
Alexander Roschal und Anna Dergatschowa-Daus im Pressezentrum der Dortmunder Schachtage 2002

Abram Chassin wuchs in einer jüdischen Familie in Kiew auf. Sein Vater wurde im Zuge der „Stalinschen Säuberungen“ 1932 hingerichtet. Im Zweiten Weltkrieg diente Chassin als freiwilliger Soldat. Im Dezember 1942 wurde er in der Schlacht von Stalingrad schwer verletzt. Beide Beine mussten unterhalb der Knie amputiert werden.
Nach dem Krieg lebte Chassin in Moskau und arbeitete als Englischlehrer und Schachtrainer. Seit 2002 lebte er mit seiner Familie in Essen.
Abram Chassin war der Vater von Anna Dergatschowa (* 1969), die eine Internationale Meisterin der Frauen (WIM) ist.

## Karriere als Schachspieler
Abram Chassin nahm zwischen 1956 und 1965 fünfmal am Finale der UdSSR-Meisterschaften teil. Im Jahr 1964 verlieh ihm die FIDE den Titel Internationaler Meister, 1973 wurde er vom Internationalen Fernschachverband zum Fernschach-Großmeister ernannt. Eine Variante der Nimzowitsch-Indischen Verteidigung wurde nach ihm benannt: 1. d4 Sf6 2. c4 e6 3. Sc3 Lb4 4. e3 0–0 5. Ld3 d5 6. Sf3 c5 7. 0–0 Sc6 8. a3 Lxc3 9. bxc3 Dc7.
Vor Einführung der Elo-Zahlen hatte Chassin im September 1969 seine höchste historische Elo-Zahl von 2625.
Zu seinen Schachschülern gehörten viele Großmeister und Großmeisterinnen der Frauen: Olga Rubzowa, Jelena Fatalibekowa, Juri Rasuwajew, Boris Gulko, Jewgeni Barejew. Er spielte für die Nationalmannschaft der UdSSR bei mehreren Fernschach-Olympiaden.

## Turniererfolge
- Moskauer Meisterschaft 1955: 3.–5. Platz
- Belgrad 1968: 3.–5. Platz
- Schachweltmeisterschaft der Senioren 1993 in Bad Wildbad: 6. Platz
- Schachweltmeisterschaft der Senioren 1995 in Bad Liebenzell: 4. Platz